# Cisco Meraki
Cisco Meraki LLC ist ein 2006 als Start-up-Unternehmen gegründeter US-amerikanischer Cloud-Managed-IT-Anbieter mit Sitz in San Francisco und seit 2012 eine Tochtergesellschaft des weltgrößten Netzausrüsters Cisco Systems. Das Unternehmen entwickelt und vertreibt eine  Mesh-Netzsoftware und betreibt eine Cloud-basierende Plattform für Mobile Device Management (MDM).

## Geschichte
Nachdem die Studenten Sanjit Biswas, John Bicket und Hans Robertson am Informatiklabor des Massachusetts Institute of Technology das Roofnet-Projekt entwickelt hatten, gründeten sie im Jahr 2006 das Startup Meraki. Erste Investoren waren Google und Sequoia Capital.
2012 wurde Meraki für 1,2 Milliarden US-Dollar von Cisco Systems übernommen. In einem an die Mitarbeiter gerichteten Brief schrieb der CEO Biswas im November 2012, dass Meraki im vergangenen Jahr Aufträge im Wert von 100 Millionen Dollar erhalten habe und von 120 auf 330 Mitarbeiter gewachsen sei.
Das Geschäftsjahr 2015 wurde nach eigenen Angaben mit einem Auftragsvolumen in Höhe von 1,0 Mrd. US-Dollar abgeschlossen.